# Chițoc, Vaslui
Chițoc este un sat în comuna Lipovăț din județul Vaslui, Moldova, România. Se află în Colinele Tutovei.